# نقاط توانایی
"نقاط توانایی" (به انگلیسی: Pts.OF.Athrty) نام ترانه‌ای از گروه راک آمریکایی لینکین پارک است. این ترانه به عنوان تک‌آهنگ آلبوم ریمیکس ری-انیمیشن در ۱۵ ژوئیه ۲۰۰۲ منتشر شد که ریمیکس ترانهٔ "Points of Authority" از آلبوم نظریه دورگه گروه است. این تک‌آهنگ به همراه ریمیکس ترانه‌های "By Myself" و "High Voltage" منتشر شد. این ترانه را "جی گوردن" از گروه الکترونیک راک "Orgy" ریمیکس کرده و همین‌طور "High Voltage" را "Evidence" همراه با "Pharoahe Monch".
"By Myself" که توسط مریلین منسون ریمیکس شده بود با ورژن موجود در آلبوم متفاوت است اما دو ترانهٔ دیگر به همان صورت در ری-انیمیشن وجود دارند.

## موزیک ویدئو
موزیک ویدئو را که در ۱۴ ژوئن ۲۰۰۲ منتشر شد، جو هان ساخت. ویدئو نبرد بین دو گروه ربات را نشان می‌دهد که یک گروه متعلق به لینکین پارک که همان سربازهای بالدار (نماد لینکین پارک روی جلد آلبوم نظریه دورگه) هستند و در آخر هم گروه مقابل را شکست می‌دهند و گروه دیگر بیگانه است. سر اعضای گروه در یک آزمایشگاه دیجیتال مجهز به کامپیوتر و تجهیزات پیشرفته است و به گفتهٔ هان سر اعضا، انرژی جهان را تأمین می‌کند و همین‌طور توضیح داده که ویدئو پایان زندگی بشر را نشان می‌دهد وقتی که از همهٔ انسانها فقط ۶ سر لینکین پارک باقی مانده است. از نسخهٔ اصلی ترانهٔ "نقاط توانایی" که در آلبوم نظریه دورگه موجود است، دو ویدئوی غیررسمی از دی وی دی‌های اجرای زندهٔ گروه یعنی زنده در تگزاس و "Frat Party at the Pankake Festival" منتشر شد.

## جوایز
در سال ۲۰۰۲ این ویدئو جایزهٔ "Favorite Video" را از ام تی وی اواردز آسیا دریافت کرد.

## رتبه در جدول
| جدول (۲۰۰۴)                              | رتبه در جدول |
| ---------------------------------------- | ------------ |
| جدول تک‌آهنگهای کانادا                    | ۴            |
| جدول تک‌آهنگهای بریتانیا                  | ۹            |
| جدول تک‌آهنگهای آلمان                     | ۳۱           |
| جدول تک‌آهنگهای استرالیا                  | ۴۴           |
| جدول تک‌آهنگهای ایتالیا                   | ۳۹           |
| بیلبورد آمریکا - بهترین آهنگهای مدرن راک | ۲۹           |